# Herstatt
Herstatt Bank era una banca privata tedesca con sede a Colonia e fallita il 26 giugno 1974.
Il suo fallimento ha messo per la prima volta in evidenza il rischio di regolamento nella finanza internazionale delle operazioni in cambi e ha portato alla creazione del Comitato di Basilea per la vigilanza bancaria, un comitato composto da rappresentanti delle banche centrali e delle autorità di regolamentazione per aiutare a trovare i modi per evitare tali rischi in futuro.

## Storia
La banca Herstatt è stata fondata nel 1955 da Ivan David Herstatt, con l'assistenza finanziaria di Herbert Quandt, Emil Bührle e Hans Gerling, capo di una compagnia assicurativa che prese la maggioranza del capitale. Ed è diventata un operatore significativo sui mercati valutari, associandosi negli anni Sessanta anche alla Banca Privata Italiana e finendo coinvolta insieme ad altri istituti di credito nelle operazioni finanziarie di Michele Sindona.
Nel 1974 la banca aveva un patrimonio di oltre 2 miliardi di marchi tedeschi (DM), diventando la 35a banca più grande della Germania. Una banca, quindi, di medie dimensioni. Durante il 1973 e il 1974, il dollaro USA ha registrato una volatilità importante.  La banca tedesca ha fatto operazioni sbagliate sul dollaro accumulando nel giugno 1974 perdite per 470 milioni di DM a fronte di un capitale di soli 44 milioni di DM.

### In liquidazione
Il 26 giugno 1974 le autorità tedesche della Bundesbank decisero la liquidazione della Herstatt Bank.  Quel giorno un certo numero di banche aveva però già effettuato il pagamento di marchi tedeschi alla Herstatt a Francoforte in cambio di dollari USA  che dovevano essere comprati a New York.  Solo che Herstatt chiuse alle 15:30,  ora dell'Europa centrale.  A causa delle differenze di fuso orario, Herstatt cessò l'attività quando le corrispondenti banche americane avevano da poco iniziato la giornata e non avevano ancora effettuato le relative operazioni. Quando si diffuse la notizia della chiusura, le banche americane  sospesero i pagamenti causando reazioni a catena e mettendo in difficoltà l'intero sistema.
In seguito ai problemi creati dalla liquidazione di Herstatt Bank, i paesi del G-10 (il G-10 è in realtà di undici paesi: Belgio, Canada, Francia, Germania, Italia, Giappone, Paesi Bassi, Svezia, Svizzera, Regno Unito e Stati Uniti) con l'aggiunta di Lussemburgo e Spagna costituirono un comitato permanente sotto gli auspici della Banca dei regolamenti internazionali (BRI).  Chiamato Comitato di Basilea per la vigilanza bancaria, è formato dai rappresentanti delle banche centrali e delle autorità di regolamentazione.  Questo tipo di rischio di regolamento (una parte paga la valuta venduta ma non riceve la valuta acquistata) viene talvolta chiamata anche rischio Herstatt.
Il fallimento di Herstatt Bank è stato un fattore chiave che ha portato all'implementazione mondiale dei sistemi di regolamento lordo in tempo reale (RTGS), assicurando che i pagamenti tra una banca e l'altra siano eseguiti in tempo reale e siano considerati definitivi. La piattaforma di regolamento continuo collegato (CLS) è stata lanciata quasi 30 anni dopo nel 2002. Questo processo di pagamento contro pagamento (PVP) consente alle banche di negoziare valute estere senza assumere il rischio di regolamento associato al processo, per cui una controparte potrebbe fallire prima di consegnare la sua parte.